# Dato Kwirkwelia
Dawit (Dato) Kwirkwelia (gruz. დავით (დათო) კვირკველია, ur. 27 czerwca 1980 w Lanczchuti) – gruziński piłkarz grający na pozycji lewego obrońcy.

## Kariera klubowa
Karierę piłkarską Kwirkwelia rozpoczął w klubie Kolcheti 1913 Poti. W sezonie 1999/2000 zadebiutował w pierwszej lidze gruzińskiej i do 2002 roku występował w niej jako piłkarz Kolcheti. Następnie przeszedł do stołecznego Dinama Tbilisi. W 2003 roku wywalczył z Dinamem zarówno mistrzostwo Gruzji, jak i zdobył Puchar Gruzji. W 2004 roku znów zdobył krajowy puchar, a w sezonie 2004/2005 po swój drugi tytuł mistrza gruzińskiej ligi.
W 2005 roku Kwirkwelia został zawodnikiem rosyjskiej Ałaniji Władykaukaz. W Premier Lidze swój debiut zaliczył 20 marca w przegranym 0:3 domowym spotkaniu z Zenitem Petersburg. Rozegrał 14 spotkań w Ałanii, jednak spadł z nią do Pierwszej Dywizji.
W 2006 roku Gruzin odszedł od ukraińskiego Metałurha Zaporoże. W Metałurhu Kwirkwelia występował do końca 2007 roku, a największym jesgo sukcesem w tym klubie był awans do finału Pucharu Ukrainy w 2006 roku, w którym Metałurh uległ 0:1 Dynamu Kijów.
Na początku 2008 roku Kwirkwelia został zawodnikiem rosyjskiego Rubinu Kazań, a suma transferu wyniosła 3,6 miliona euro. Swoje pierwsze spotkanie w barwach Rubinu Gruzin rozegrał 16 marca w zwycięskim 1:0 wyjazdowym meczu z Lokomotiwem Moskwa. Stał się podstawowym obrońcą Rubinu i w sezonie 2008 rozegrał 24 mecze, w których zdobył trzy bramki. Przyczynił się do wywalczenia przez klub z Kazania pierwszego w historii tytułu mistrza Rosji. W marcu 2010 do końca roku został wypożyczony do Anży Machaczkała. W styczniu 2011 podpisał kontrakt z greckim klubem Panionios GSS. Grał w nim do końca 2011 roku. Wiosną 2012 grał w Anorthosisie Famagusta.
Latem 2012 Kwirkwelia wrócił do Gruzji. W sezonie 2012/2013 grał w klubie Dila Gori. Latem 2013 powrócił do Dinama Tbilisi i wywalczył z nim dublet (mistrzostwo oraz Puchar Gruzji). W sezonie 2014/2015 grał w FC Samtredia, a latem 2015 powrócił do Dila Gori.
| Sezon   | Klub                 | Kraj    | Rozgrywki                 | Mecze | Bramki |
| ------- | -------------------- | ------- | ------------------------- | ----- | ------ |
| 1999/00 | Kolcheti 1913 Poti   | Gruzja  | Umaglesi Liga             | 1     | 0      |
| 2000/01 | Kolcheti 1913 Poti   | Gruzja  | Umaglesi Liga             | 28    | 2      |
| 2001/02 | Kolcheti 1913 Poti   | Gruzja  | Umaglesi Liga             | 32    | 5      |
| 2002/03 | Dinamo Tbilisi       | Gruzja  | Umaglesi Liga             | 22    | 3      |
| 2003/04 | Dinamo Tbilisi       | Gruzja  | Umaglesi Liga             | 31    | 3      |
| 2004/05 | Dinamo Tbilisi       | Gruzja  | Umaglesi Liga             | 10    | 1      |
| 2005    | Ałanija Władykaukaz  | Rosja   | Priemjer-Liga             | 14    | 0      |
| 2005/06 | Metałurh Zaporoże    | Ukraina | Wyszcza Liha              | 13    | 0      |
| 2006/07 | Metałurh Zaporoże    | Ukraina | Wyszcza Liha              | 22    | 4      |
| 2007/08 | Metałurh Zaporoże    | Ukraina | Wyszcza Liha              | 18    | 2      |
| 2008    | Rubin Kazań          | Rosja   | Priemjer-Liga             | 24    | 3      |
| 2009    | Rubin Kazań          | Rosja   | Priemjer-Liga             | 7     | 0      |
| 2010    | Anży Machaczkała     | Rosja   | Priemjer-Liga             | 13    | 0      |
| 2010/11 | Panionios GSS        | Grecja  | Superleague Ellada        | 7     | 0      |
| 2011/12 | Panionios GSS        | Grecja  | Superleague Ellada        | 12    | 0      |
| 2011/12 | Anorthosis Famagusta | Cypr    | Protathlima A’ Kategorias | 11    | 2      |
| 2012/13 | Dila Gori            | Gruzja  | Umaglesi Liga             | 29    | 2      |
| 2013/14 | Dinamo Tbilisi       | Gruzja  | Umaglesi Liga             | 27    | 2      |
| 2014/15 | FC Samtredia         | Gruzja  | Umaglesi Liga             | 25    | 3      |
| 2015/16 | Dila Gori            | Gruzja  | Umaglesi Liga             |       |        |

## Kariera reprezentacyjna
W reprezentacji Gruzji Kwirkwelia zadebiutował 2 kwietnia 2003 roku w zremisowanym 0:0 meczu eliminacji do Euro 2004 ze Szwajcarią. Od czasu debiutu jest podstawowym zawodnikiem kadry narodowej i ma za sobą występy także w kwalifikacjach do MŚ 2006, Euro 2008 i MŚ 2010.